# Sławomir Orzechowski
Sławomir Orzechowski (sinh ngày 6 tháng 7 năm 1958 tại Warsaw) là một diễn viên người Ba Lan.

## Sự nghiệp
Sławomir Orzechowski tốt nghiệp Học viện Nghệ thuật Sân khấu Quốc gia Aleksander Zelwerowicz ở Warsaw (PWST) vào năm 1983. Ông là diễn viên sân khấu gắn bó với các nhà hát ở Warsaw, chẳng hạn như Nhà hát Dramatyczny (1983-90 và 1992-2005), Nhà hát Współczesny (từ năm 2006) và một số nhà hát khác.
Ngoài sự nghiệp diễn xuất trên sân khấu, Sławomir Orzechowski còn là gương mặt quen thuộc trong hơn 100 bộ phim điện ảnh và phim truyền hình Ba Lan. Trong đó, ông nổi tiếng với các phim như: Chłopaki nie płaczą (2000), Komornik (2005), Nie kłam, kochanie (2008), To nie tak jak myślisz, kotku (2008) và Wyjazd integracyjny (2011).

## Thành tích nghệ thuật
Dưới đây liệt kê một số phim điện ảnh và phim truyền hình nổi bật có sự góp mặt của Sławomir Orzechowski:
| Năm  | Tựa đề                         | Vai diễn              | Ghi chú |
| ---- | ------------------------------ | --------------------- | ------- |
| 1992 | Psy                            | Poseł Rutecki         |         |
| 1992 | Czarne słońca                  | Leon                  |         |
| 1996 | Operacja Koza                  | Molenda               |         |
| 1999 | Ostatnia misja                 | Rekord                |         |
| 2000 | Chłopaki nie płaczą            |                       |         |
| 2000 | Cud purymowy                   | Jan Kochanowski       |         |
| 2003 | Łowcy skór                     | Jerzy Nowak           |         |
| 2003 | Warszawa                       |                       |         |
| 2005 | Komornik                       | Wisniak               |         |
| 2008 | Niezawodny system              | Albin Gąsiorek        |         |
| 2008 | Nie kłam, kochanie             | Marian Paprocki       |         |
| 2008 | To nie tak, jak myślisz, kotku |                       |         |
| 2009 | Dom zły                        | Zięba                 |         |
| 2010 | Kret                           | Tadeusz               |         |
| 2011 | Wyjazd integracyjny            | Andrzej Wilecki       |         |
| 2013 | Gabriel Zielony                |                       |         |
| 2013 | Podejrzani zakochani           | Gawroński             |         |
| 2019 | Kurier                         | Stanisław Mikołajczyk |         |

| Năm       | Tựa đề                | Vai diễn           | Ghi chú |
| --------- | --------------------- | ------------------ | ------- |
| 1988-1991 | Pogranicze w ogniu    | Lasek              |         |
| 1991      | Kuchnia polska        | Jerzy Mizerski     |         |
| 2000      | Na dobre i na złe     | Jerzy Mizerski     |         |
| 2000-2002 | M jak miłość          | Tadeusz Gałązka    |         |
| 2003      | Glina                 | Tośek              |         |
| 2005      | Pensjonat pod Różą    | Maciej Nowacki     |         |
| 2006      | Dwie strony medalu    | Janusz Wysocki,    |         |
| 2008-2012 | Barwy szczęścia       | Andrzej Jakubowski |         |
| 2008      | Londyńczycy           | Wiesio             |         |
| 2009      | Londyńczycy 2         | Wiesio             |         |
| 2010      | 1920 Bitwa warszawska | Jan Miłoszewski    |         |
| 2010      | Nowa                  | Paweł Ulicki       |         |
| 2010      | 1920. Wojna i miłość  | Jan Miłoszewski    |         |
| 2011-2013 | Przepis na życie      | Stefan             |         |
| 2011-2016 | Ranczo                | Wargacz            |         |
| 2012      | Hotel 52              | Marian Chociej     |         |
| 2015      | Skazane               | Roman Kulesza      |         |
| 2018-2019 | Korona królów         | Spycimir Leliwita  |         |
| 2020      | Kod genetyczny        | Heniek             |         |